# Diplacus tricolor
Diplacus tricolor är en gyckelblomsväxtart som först beskrevs av Karl Theodor Hartweg och John Lindley, och fick sitt nu gällande namn av Guy L. Nesom. Diplacus tricolor ingår i släktet Diplacus och familjen gyckelblomsväxter. Inga underarter finns listade i Catalogue of Life.